# Doratogonus stephensi
Doratogonus stephensi là một loài cuốn chiếu thuộc họ Spirostreptidae. Chúng thường được tìm thấy ở Botswana, Nam Phi và Zimbabwe.